# Luci Juli Cèsar (pretor 166 aC)
Luci Juli Cèsar (en llatí Lucius Julius Caesar) va ser un magistrat romà. Formava part de la gens Júlia, i de la família dels Cèsar.
Va ser pretor l'any 166 aC i va exercir altres magistratures menors. Era fill de Luci Juli Cèsar (pretor 183 aC). Titus Livi només en diu això.